# Metroid
Metroid (jap. メトロイド) – komputerowa gra platformowa dla konsoli NES, stworzona przez Intelligent Systems i wydana przez Nintendo w 1986. Była to pierwsza gra z serii, która po wielu latach stała się jedną z czołowych wydawanych przez Nintendo. Ta sama gra została wydana na Virtual Console 13 sierpnia 2007 roku. Gra również doczekała się remake'u na Game Boy Advance pt. Metroid: Zero Mission. Metroid pojawił się także na NES Classic Edition.
Główną bohaterką gry jest łowczyni nagród Samus Aran, jednak fakt, że Samus to kobieta, zostaje ujawniony dopiero pod sam koniec gry. Głównym wrogiem są Metroidy – bardzo groźna pozaziemska forma życia będącą pod władzą Mother Brain.

## Rozgrywka
Gra to klasyczna platformówka 2D, jednak ma wiele cech, wyróżniających ją spośród innych tytułów – jest bardzo nieliniowa, umieszczona w labiryncie, zaś sam gracz nie dostawał wskazówek, dokąd powinien się udać., a do niektórych lokacji nie sposób się dostać bez specjalnych zdolności, nabywanych w trakcie gry. Podstawową zdolnością, którą Samus zdobywa na samym początku, jest „Morph Ball” – przemiana w metalową kulę, dzięki czemu można przedostać się przez wąskie korytarze. Samus wyposażona jest w broń, do której może znaleźć różne ulepszenia, a na jej drodze stają dziesiątki kosmicznych przeciwników, których może unicestwić. Sama gra jest bardzo trudna, stosowała system haseł, dzięki którym można było kontynuować grę.